# Scytodes obelisci
Espèce
Synonymes
- Scytodes lesserti Denis, 1945 nec Millot, 1941

Scytodes obelisci est une espèce d'araignées aranéomorphes de la famille des Scytodidae.

## Distribution
Cette espèce est endémique d'Égypte.

## Publications originales
- Denis, 1947 : Deux rectifications synonymiques concernant les araignées. Bulletin de la Société d'Histoire Naturelle de Toulouse, vol. 82, p. 103-104.
- Denis, 1945 : Descriptions d'araignées nord-africaines. Bulletin de la Société d'Histoire naturelle de Toulouse, vol. 79, p. 41-57.